# Vladimir Ravnik
Vladimir (Vlado) Ravnik, slovenski botanik in ilustrator, * 7. oktober 1924, Kranj, † 9. februar 2017.
Svojo kariero je posvetil sistematski botaniki, znan pa je tudi kot botanični ilustrator, ki je s svojimi risbami in slikami rastlin opremil številna dela, tako svoja kot drugih avtorjev.

## Življenjepis
Rodil se je v Kranju očetu Janku, ki je bil puškarski učitelj in je poučeval tudi risanje. Je mlajši brat Danila Ravnika. Njegovo šolanje je prekinila druga svetovna vojna, po kateri je 1946 vpisal študij biologije na Univerzi v Ljubljani. Sprva se je ukvarjal z zoologijo in pod mentorstvom Miroslava Zeija na Naravoslovni fakulteti v Ljubljani leta 1953 diplomiral s tezo o regeneraciji plavuti pri vrsti somiča, za katero je prejel študentsko Prešernovo nagrado. Nato se je posvetil sistematski botaniki. Leta 1954 je postal asistent na takratnem botaničnem inštitutu Filozofske fakultete v Ljubljani, kjer je vodil vaje iz predmeta Taksonomija rastlin; na isti ustanovi, ki se je medtem večkrat reorganizirala ter preimenovala, je ostal vso svojo kariero. Leta 1963 je doktoriral na Biotehniški fakulteti pod mentorstvom Ernesta Mayerja z disertacijo o sistematiki srčastolistne mračice (Globularia cordifolia) na ozemlju Jugoslavije, že pred tem pa je kot vnaprej habilitirani docent začel predavati farmacevtsko botaniko na Fakulteti za naravoslovje in tehnologijo v Ljubljani.
Na Oddelku za biologijo Biotehniške fakultete je nekaj časa predaval Sistematsko botaniko, v zadnjih letih pa Splošno botaniko, v letih 1977–1979 je na tej ustanovi deloval tudi kot predstojnik Katedre za botaniko. Poleg tega je predaval Sistematsko botaniko na Pedagoški fakulteti v Ljubljani. Kot univerzitetni učitelj se je upokojil leta 1994.
Mestna občina Kranj mu je leta 2011 kot priznanje za zasluge na področju botanike podelila naziv častnega občana.

## Delo
Ukvarjal se je s sistematiko številnih rastlinskih družin, predvsem kukavičevk in s poudarkom na flori visokogorja. Med drugim je opisal križanca med Zoisovo (Campanula zoysii) in trebušasto zvončico (Campanula cochleariifolia) ter leta 1978 novo vrsto kukavičevke, kamniško murko (Nigritella lithopolitanica), endemita Kamniško-Savinjskih Alp in Karavank.
Strokovne članke je objavljal v Biološkem vestniku in drugih revijah, poleg tega je napisal vrsto poljudnoznanstvenih prispevkov, predvsem v Proteusu. Kot avtor in ilustrator je sodeloval pri vseh izdajah priročnika Mala flora Slovenije (prva 1969, zadnja 2007). Leta 1999 je že kot upokojenec pri Tehniški založbi Slovenije izdal svojo prvo samostojno knjigo Rastlinstvo naših gora, v kateri je z opisi in lastnimi slikami predstavil približno 180 predstavnikov slovenske alpske flore, dotlej prvi izvirni slovenski priročnik za alpsko floro. Nekaj let kasneje je izšla njegova knjiga Orhideje Slovenije in leta 2010 še Alpsko cvetje Slovenije.
Z ilustriranjem se je začel resneje ukvarjati že kot študent, saj so njegov risarski talent prepoznali profesorji in ga angažirali pri ustvarjanju materiala za predavanja. Že leta 1959 se je podpisal kot ilustrator knjižice Herbarij Ivana Krečiča in leta 1961 knjige Poznate strupene rastline? avtorjev Franca Sušnika ter Andreja Martinčiča, kasneje pa je ilustriral tudi vse svoje objave in številne knjige drugih avtorjev. Rastline je upodabljal z risbami in slikami v akvarelni tehniki, mnogo je tudi fotografiral. Nekaj zgodnjih akvarelov je izšlo v letih 1966 in 1969 pod naslovom Cvetje naših gora v zbirki Čebelica. Leta 1994 je prispeval slike za prvo serijo znamk z rastlinskim motivom v samostojni Sloveniji (kranjski jeglič, hladnikovka, Blagajev volčin in Zoisova zvončica) in kasneje še za serijo z iglavci.

### Dela
- Ravnik, Vladimir (1966–1969). Cvetje naših gora. Ljubljana: Mladinska knjiga. COBISS 846344.
- Petauer, Tomaž; Ravnik, Vladimir; Šuštar, France (1998). Mali leksikon botanike. Ljubljana: Tehniška založba Slovenije. COBISS 74628096.
- Ravnik, Vladimir (1999). Rastlinstvo naših gora. Ljubljana: Tehniška založba Slovenije. COBISS 103507968.; 2. natis 2004 (COBISS)
- Ravnik, Vladimir (2002). Orhideje Slovenije. Ljubljana: Tehniška založba Slovenije. COBISS 120420352.
- Ravnik, Vladimir (2010). Alpsko cvetje Slovenije in izbor nekaterih drugih gorskih rastlin. Kranj: Narava. COBISS 251649024.; 2. natis 2011 (COBISS)
- Martinčič A. (ur.). (1969–2007). Mala flora Slovenije (1.–4. izdaja). Ljubljana: Cankarjeva založba/Državna založba Slovenije/Tehniška založba Slovenije. 4. izd. (COBISS)